# Granges foraines

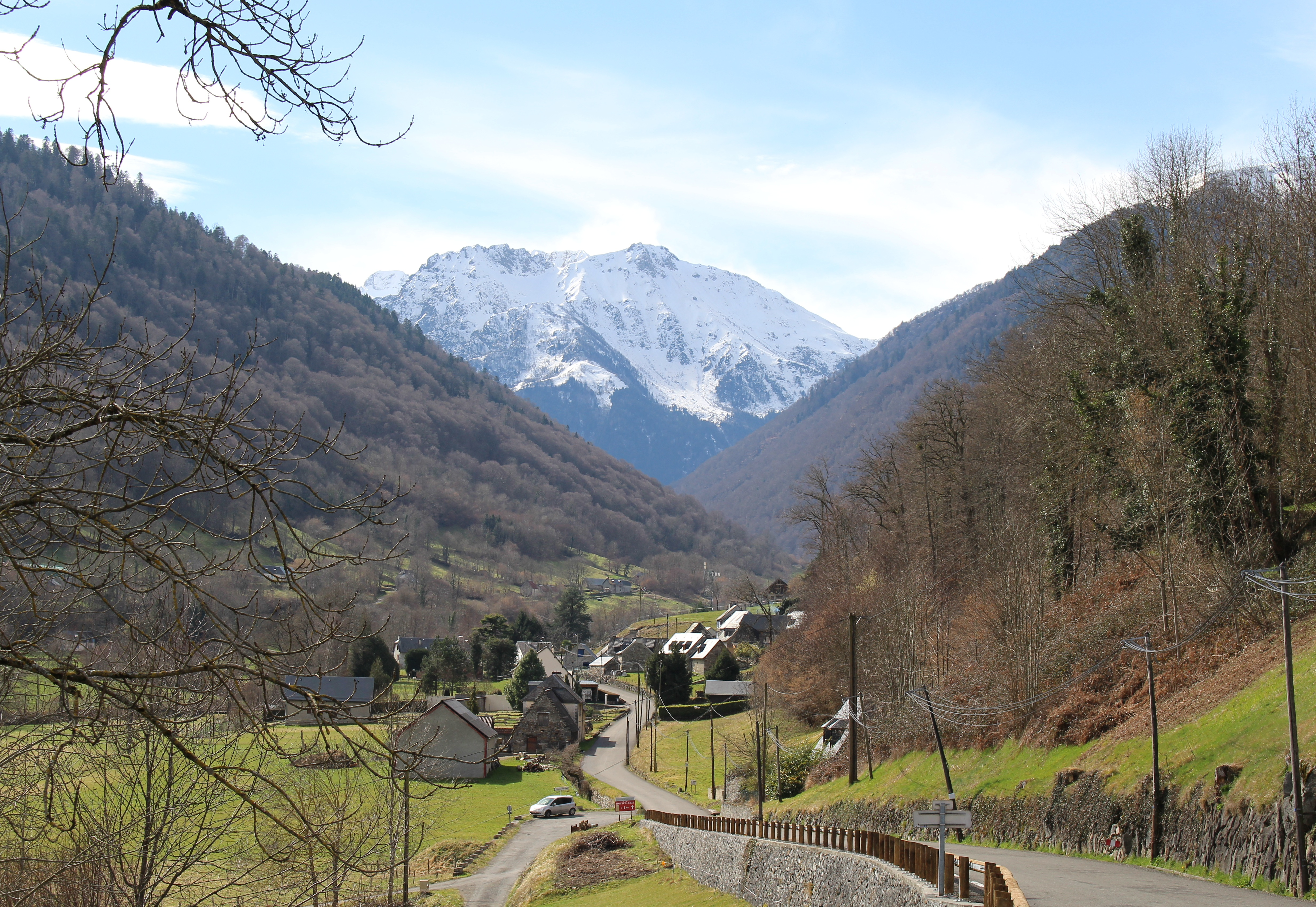
Dans les vallées montagnardes aux versants escarpés, la grange semi-enterrée (ici transformée en habitat saisonnier) est implantée sur la pente dont le profil est suivi par la toiture qui sert de tremplin aux avalanches de neige, aux glissements de terrain ou aux coulées torrentielles.

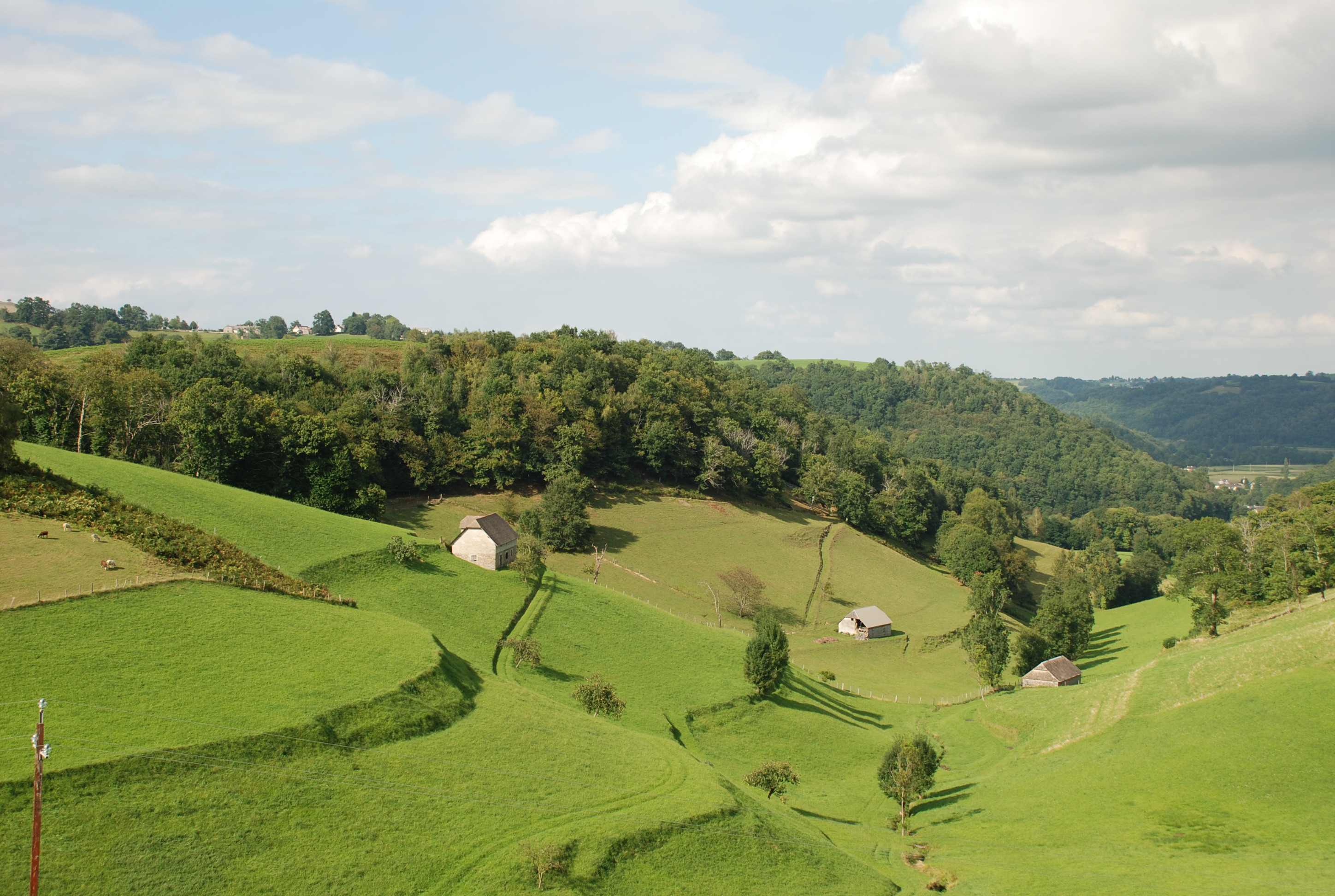
Granges foraines en Pays de Lourdes.

Les granges foraines sont des granges-étables éloignées de l'habitation et du siège de l'exploitation d'élevage (bovins et ovins) mais intégrées dans le fonctionnement ordinaire et quotidien de l'exploitation.

## Les granges foraines traditionnelles et le patrimoine rural
Implantées sur des prairies de fauche et présentes sous des formes diverses dans les différentes zones de montagne, les granges foraines étaient autrefois indispensables au fonctionnement du système traditionnel d'élevage montagnard et de piémont. Elles font aujourd'hui partie du patrimoine rural bâti ainsi que du  patrimoine paysager  et environnemental. Ces granges foraines sont particulièrement présentes dans le département des Hautes-Pyrénées où elles sont  considérées comme « emblématiques de la culture et du paysage pyrénéens » par le Conseil d'architecture, d'urbanisme et d'aménagement en environnemental des Hautes-Pyrénées.

### Les granges foraines et les conditions de l'élevage autrefois
Les granges foraines ont été conçues pour éviter de transporter au siège de l'exploitation le foin et le regain des prés attenants à la grange, face aux risques que la traction animale de chars de foin pouvait faire courir sur des terrains pentus et des chemins peu praticables. Elles sont donc situées dans des prés, ou en limite de pré. La litière était souvent fournie par les fougères séchées provenant des landes toutes proches, voire par les feuilles des châtaigneraies, la paille des céréales étant réservée au siège de l'exploitation. Ces granges éloignées s'imposaient aussi lorsque les activités d'élevage étaient trop contraintes dans des villages à habitat groupé. Cette exploitation allait donc de pair avec un important travail itinérant et quotidien pour le soin aux animaux répartis entre les différentes granges et pour le transport à dos d'homme de bidons du lait de brebis ou de vache récolté sur place.
En conséquence, les granges foraines ne se situent pas dans l'étage montagnard de transhumance. Elles restent dans le périmètre des activités ordinaires et quotidiennes de l'exploitation depuis le village. Certaines se situent à la limite des terres exploitées en bien propre et des territoires communaux indivis, les landes ou serres (en dialecte bigourdan), lorsque ceux-ci existent.
À ce titre, les granges foraines se distinguent des burons auvergnats, des cabanes d'orris ariégeois, des cortals catalans, des chalets alpins et des cabanes d'élevage en général, implantés sur les zones de transhumance, qui sont des abris ou logements saisonniers du berger ou de l'exploitant éleveur en système pastoral transhumant.
Aussi appelées bordes dans les Pyrénées et dans tout le sud-ouest globalement, comme les granges  situées sur le siège de l'exploitation, les granges foraines ou bordes foraines proprement dites étaient strictement vouées au logement des animaux et au stockage des fourrages. Elles doivent à ce titre être distinguées des métairies qui généralement étaient constituées par une grange prolongée par l'habitation du métayer.

## Transformation en résidences secondaires ou en logements de tourisme
Tant pour leurs qualités architecturales (harmonie des proportions, toits d'ardoises), correspondant à un type particulier d'architecture vernaculaire, que pour leur emplacement, certaines d'entre elles sont recherchées pour être transformées en habitations : résidences secondaires ou gîtes ruraux. En raison de l'importance particulière de ce sujet dans le département des Hautes-Pyrénées qui comptait 5 000 granges foraines (au début du XXIe siècle, il en subsiste près de 2 000 vouées à l'agriculture ou transformées en habitat saisonnier), la Direction départementale des territoires de ce département a mis en ligne un ensemble règlementaire et documentaire relatif à l'aménagement des granges foraines,.